# الحره
الحُرّه (به فارسی: آزادترین) شبکه تلویزیون ماهواره‌ای مستقر در ایالات متحده آمریکا و متعلق به دولت فدرال است که به زبان عربی برای مخاطبان در خاورمیانه و شمال آفریقا خبر و برنامه در خصوص رخدادهای کنونی پخش می‌کند.
مأموریت اعلام شده آن ارائه «اخبار و اطلاعات عینی، دقیق و مرتبط» به مخاطبان خود و در عین حال تلاش برای «حمایت از ارزش‌های دموکراتیک» و «گسترش طیف ایده‌ها، نظرات و دیدگاه‌ها» موجود در رسانه‌های منطقه است. این شبکه همچنین سعی کرده است خود را از رقبای متعدد منطقه‌ای خود با دسترسی به پوشش عمیق‌تر مسائل و سیاست‌های ایالات متحده و پوشش طیف وسیع‌تری از نظرات و دیدگاه‌ها نسبت به آنچه که معمولاً در سایر شبکه‌های تلویزیونی عربی شنیده می‌شود متمایز کند.
الحره در ۱۴ فوریه ۲۰۰۴ پخش خود را در ۲۲ کشور در خاورمیانه و شمال آفریقا آغاز کرد. این شبکه خوود را به عنوان سومین کانال بزرگ خبری عربی با بالاترین امتیاز معرفی کرده است و از رتبه بندی بینندگان سرویس عربی بی‌بی‌سی، فرانس ۲۴ به عربی، راشاتودی به عربی، اسکای‌نیوز عربی و سی‌ان‌ان عربی پیشی گرفته است.
در آوریل ۲۰۰۴، یک شبکه دیگر با نام الحره عراق راه‌اندازی شد که بیشتر محتوای الحره را با برنامه‌های اختصاصی برای مخاطبین عراقی ارائه می‌کرد. این شبکه هم از طریق ماهواره و هم از طریق آنتن های زمینی در سراسر عراق در دسترس است و طبق نظرسنجی‌های صورت گرفته،‌ از مخاطبین بیشتری به نسبت الجزیره و العربیه برخوردار است.

## تاریخچه

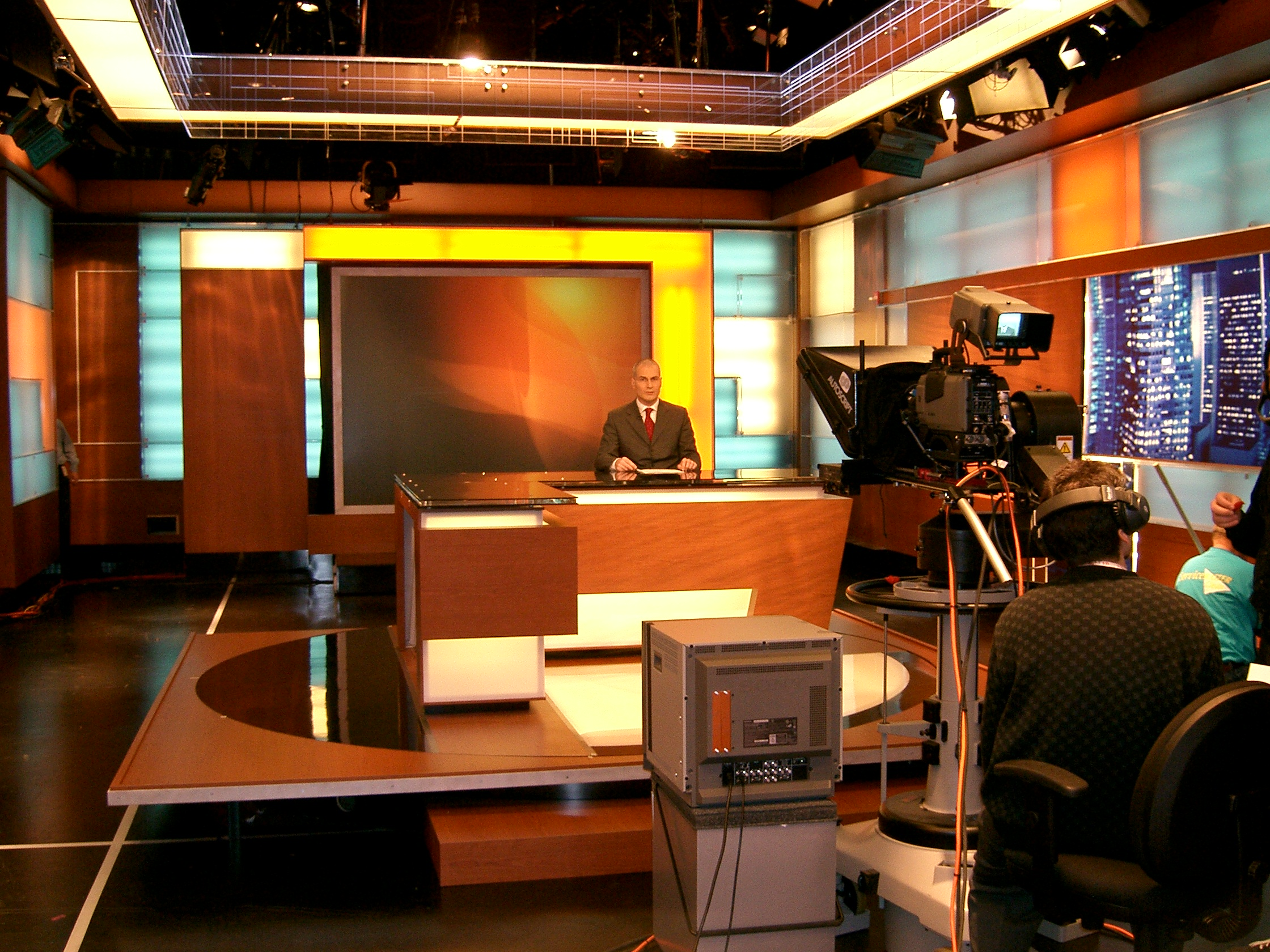
استودیو شبکه هنگام پخش نخستین برنامه زنده تلویزیونی در ۱۴ فوریه ۲۰۰۴

تصمیم به راه اندازی الحره به دلیل ناامیدی مقامات دولت ایالات متحده از تعصب ضد آمریکایی در میان شبکه های تلویزیونی پیشرو عربی و تأثیر این کانال ها بر افکار عمومی عرب باعث شد تا شبکه الحره به عنوان جایگزینی برای این کانال ها ایجاد شود تا با ارائه اخبار به شیوه ای «متوازن و عینی»، در تلاش برای بهبود تصویر ایالات متحده در جهان عرب نیز باشد.
نیروی محرکه راه اندازی الحره، نورمن پاتیز، مدیر اجرایی رسانه و بنیانگذار و رئیس غول صنعت پخش وست وود وان بود. پاتیز در حالی که به عنوان عضوی از سازمان رسانه‌های جهانی ایالات متحده (آژانس فدرال ایالات متحده که همه برنامه های رادیویی و تلویزیونی غیرنظامی خارجی را کنترل می کند)، قویا خواستار ایجاد یک شبکه تلویزیونی با بودجه ایالات متحده بود که به طور خاص مخاطبان عرب را هدایت کند. پتیز همچنین قبلاً مسئول ایجاد رادیو سوا، یک شبکه رادیویی عربی زبان تحت مدیریت سازمان بود که ترکیبی از موسیقی، سرگرمی و اخبار را پخش می‌کرد. ایده راه اندازی الحره از موفقیتی که رادیو سوا در دستیابی به مخاطبان جوان در خاورمیانه به نمایش گذاشته بود، سرچشمه گرفت.
پاتیز معتقد بود که دیدگاه مخاطبان عرب نسبت به ایالات متحده تحت تأثیر تمرکز شبکه های خبری عربی موجود بر پوشش جنگ های عراق، افغانستان و مناقشه میان اسرائیل و فلسطین قرار گرفته است. او استدلال کرد که با ارائه طیف گسترده‌تری از دیدگاه‌ها در مورد این درگیری‌ها و سایر سیاست‌های ایالات متحده، و همچنین پوشش طیف گسترده‌تری از موضوعات منطقه‌ای و جهانی مورد علاقه مخاطبان عرب، یک کانال تلویزیونی ماهواره‌ای با بودجه ایالات متحده می‌تواند به بهبود تصویر آمریکا در منطقه کمک کند.